# Eckart Altenmüller

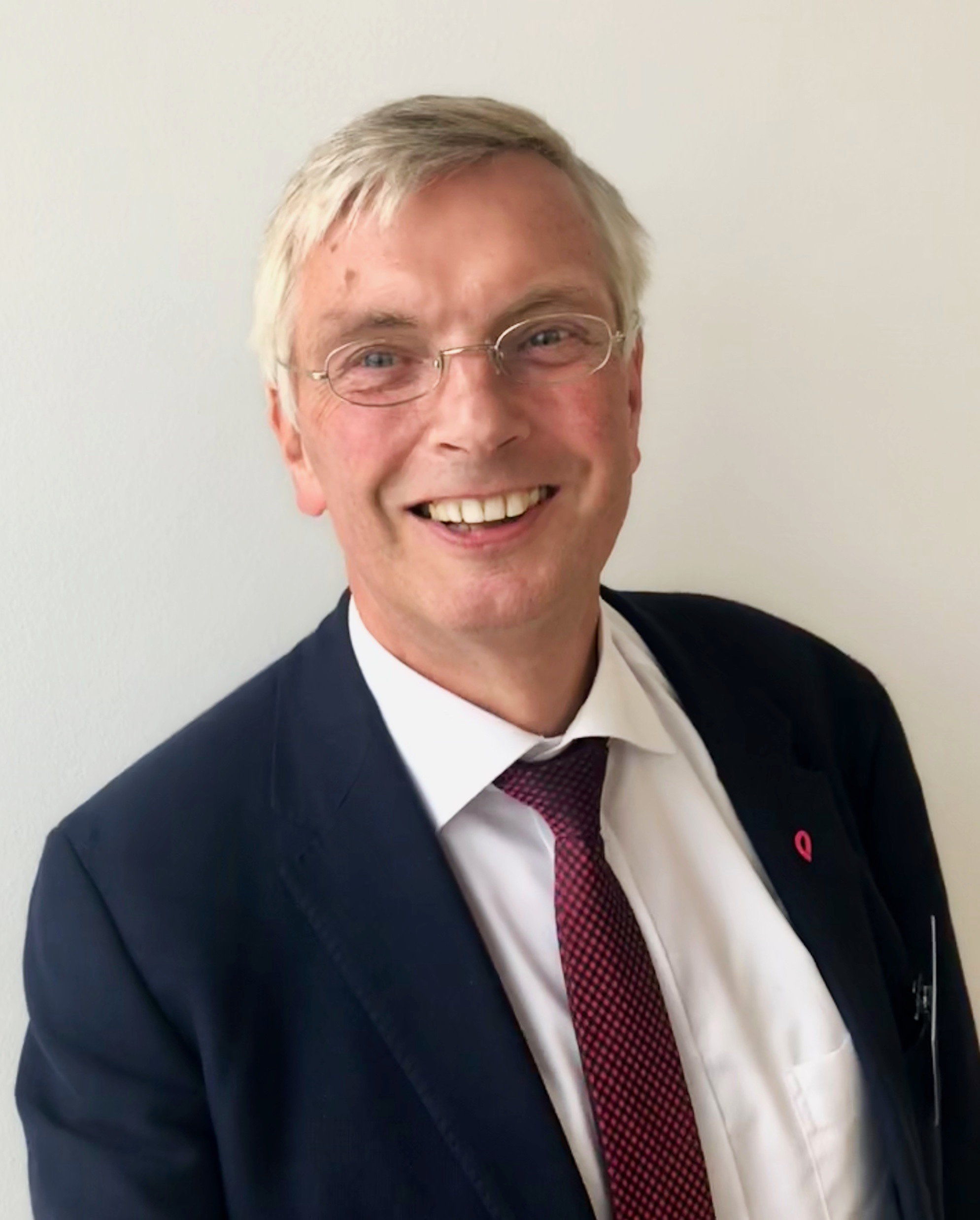
Eckart Altenmüller, 2018

Eckart Altenmüller (* 19. Dezember 1955 in Rottweil) ist ein deutscher Arzt, Musiker, und Forscher auf dem Gebiet der Neurophysiologie und Neuropsychologie von Musikern.

## Leben
Altenmüller studierte von 1974 bis 1981 Medizin in Tübingen und Paris und von 1979 bis 1985 Musik an der Musikhochschule Freiburg (Hauptfach Querflöte). Nach der Promotion zum Dr. med. an der Universität Freiburg erfolgte dort auch die Weiterbildung zum Facharzt für Neurologie.
Seit 1994 ist Altenmüller Universitätsprofessor und Direktor des „Instituts für Musikphysiologie und Musikermedizin“ (IMMM) der Hochschule für Musik, Theater und Medien Hannover.
Seit 2005 ist Altenmüller ordentliches Mitglied der Akademie der Wissenschaften zu Göttingen. 2013 wurde er mit dem Wissenschaftspreis Niedersachsen ausgezeichnet.
Er war von 2005 bis 2011 Präsident und von 2011 bis 2018 Vizepräsident der Deutschen Gesellschaft für Musikphysiologie und Musiker-Medizin.

## Auszeichnungen
- Stipendiat der Studienstiftung des deutschen Volkes[1]

## Werke

### Bücher
- hrsg. mit Claudia Spahn und Bernhard Richter: MusikerMedizin: Diagnostik, Therapie und Prävention von musikerspezifischen Erkrankungen. Schattauer, Stuttgart 2010, ISBN 978-3-7945-6364-7.
- Neurologische Erkrankungen bei Musikern. Springer 2002  ISBN 978-3-642-37000-7.
- Vom Neandertal in die Philharmonie: Warum der Mensch ohne Musik nicht leben kann. Springer-Verlag 2018, ISBN 978-3-8274-1681-0.

### CDs
- Neurobiologie und -psychologie starker Emotionen – Lachen und Weinen in der Musik. Auditorium Netzwerk Müllheim

### DVDs
- Warum wir Musik lieben: Zur Neurobiologie der Sprache des Gefühls. Auditorium Verlag Müllheim